# Список персонажей телесериала «Волчонок»
Список персонажей американского телесериала «Волчонок».

## Основной состав
= Главная роль в сезоне
     = Второстепенная роль в сезоне
     = Гостевая роль в сезоне
     = Не появляется
| Тайлер Пози      | Скотт Макколл                | 12 | 12 | 12 | 12 | 12 | 10 | 10 | 10 | 10 | 100 |
| Дилан О’Брайен   | Мечислав «Стайлз» Стилински  | 12 | 12 | 12 | 12 | 12 | 10 | 10 | 3  | 2  | 85  |
| Кристал Рид      | Эллисон Арджент / Мари Жанна | 12 | 12 | 12 | 12 |    |    | 1  |    |    | 49  |
| Тайлер Хеклин    | Дерек Хейл                   | 11 | 12 | 12 | 12 | 12 |    |    |    | 3  | 62  |
| Холланд Роден    | Лидия Мартин                 | 12 | 10 | 10 | 10 | 12 | 10 | 10 | 10 | 10 | 94  |
| Колтон Хейнс     | Джексон Уиттмор              | 12 | 12 |    |    |    |    |    |    | 2  | 26  |
| Шелли Хенниг     | Малия Тейт (Хейл)            |    |    |    | 3  | 12 | 10 | 10 | 10 | 10 | 55  |
| Арден Чо         | Кира Юкимура                 |    |    |    | 12 | 10 | 8  | 8  |    |    | 38  |
| Дилан Спрейберри | Лиам Данбар                  |    |    |    |    | 9  | 9  | 10 | 9  | 10 | 47  |
| Линден Эшби      | шериф Ноа Стилински          | 10 | 11 | 10 | 11 | 10 | 9  | 7  | 10 | 6  | 84  |
| Мелисса Понцио   | Мелисса Макколл              | 9  | 9  | 9  | 8  | 6  | 6  | 5  | 6  | 6  | 64  |
| Джей Ар Борн     | Кристофер Арджент            | 10 | 10 | 10 | 9  | 7  |    | 7  | 5  | 7  | 65  |
| Всего эпизодов   | Всего эпизодов               | 12 | 12 | 12 | 12 | 12 | 10 | 10 | 10 | 10 | 100 |

- Скотт Макколл — школьник, ставший оборотнем, когда Альфа укусил его в лесу. Работает в ветклинике у мистера Дитона, также тренер Бобби Финсток назначает его сокапитаном школьной команды по лакроссу вместе с Джексоном Уиттмором. Первоначально расценивая свои способности как проклятие, пытается найти лекарство от ликантропии, но Дерек лишает его шанса на исцеление, убивая Питера Хэйла. К событиям второго сезона Скотт привыкает к своим силам и начинает пользоваться ими довольно охотно. Его лучший друг Стайлз Стилински, во всём поддерживающий Скотта, любимая девушка — Эллисон Арджент, чьи родственники являются потомственными охотниками на оборотней. В третьем сезоне Макколл становится истинным Альфой, в том же сезоне погибает Эллисон. Позже встречается с Кирой, но она уходит от него. С 6-го сезона встречается с Малией.
- Эллисон Арджент — школьница и девушка Скотта Макколла. Семья Эллисон уже много веков охотится на оборотней. Прекрасно стреляет из лука. Когда Эллисон узнала, что Скотт оборотень, хотела поймать его, потому что её тетя Кейт внушила девушке, что все оборотни — зло. Однако, когда она узнала правило «Мы охотимся на тех, кто охотится на нас», приняла то, что её парень — оборотень. Между первым и вторым сезоном её отец запретил им встречаться, но они всё равно тайно нарушали запрет. В конце 3-го сезона умерла от клинка Они. Кристал Рид появилась в 5-м сезоне в качестве гостя, где сыграла своего предка Мари-Жанн Валет.
- Мечислав «Стайлз» Стилински — непопулярный ученик и запасной игрок в лакросс. Его отец — шериф, а мать умерла, когда он был ещё ребёнком. Имеет незаурядный ум, первым понимает, что творится со Скоттом, когда тот стал оборотнем. Лучший друг Скотта Макколла и во всем ему помогает. Влюблен в Лидию Мартин с третьего класса. В эпизоде 1-го сезона «The Tell», в разговоре с тренером Финстоком, шериф упоминает, что «Стайлз» не настоящее имя. Также он упоминал, что Стайлз назван в честь дедушки (маминого отца). В 3-м сезоне являлся ногицуне. В 3-м и 4-м сезоне встречался с Малией. В 8-й серии 6-го сезона раскрывается его настоящее имя — Мечислав (в честь маминого отца). Встречается с Лидией.[1] В последней серии 6-го сезона появляется с Дереком, приехав с ним в одной машине. Не ясно, состоит ли он всё еще в отношениях с Лидией. Помогает Скотту Макколу победить Анук-Ите.
- Дерек Хейл — оборотень от рождения, почти вся семья погибла в страшном пожаре, устроенном Кейт Арджент за 6 лет до начала событий сериала. У него была сестра Лора и дядя Питер[2], которые были альфами до него. Убил Питера Хейла, чтобы стать Альфой. Помогает Скотту справиться с обострившимися чувствами в первые недели после его обращения и учит контролировать себя. Его отношения со Скоттом представляют собой смесь дружбы и вражды; хотя сам Дерек заботится о Скотте и его друзьях, их цели часто противоположны друг другу. Во втором сезоне собирает себе стаю, в состав которой входят Айзек Лейхи, Вернон Бойд и Эрика Рейес. Позже к его стае присоединяется Скотт, чтобы остановить Каниму. В конце 4-го сезона получил редкую способность полностью превращаться в волка[2][3]. Отсутствует в 5-м сезоне, в 6-м появляется в последних сериях. В последней серии появляется со Стайлзом.

В продолжении «Волчонок: Фильм» - пожертвовав своей жизнью, перед смертью, его глаза стали ярко красными, что в свою очередь указывает на то, что он стал истинным альфой
- Лидия Мартин — популярная ученица, долгое время встречалась с Джексоном Уиттмором. Одна из лучших учениц школы, способная сделать «Коктейль Молотова» из того, что есть в кабинете химии. Бывает капризной и требовательной, но на самом деле она ранимая и добрая. Стала Банши, благодаря своим силам не раз помогала друзьям в сложных ситуациях. На момент последней серии 6-го сезона не ясно, состоит ли она в отношениях со Стайлзом.
- Джексон Уиттмор — популярный школьник и сокапитан команды по лакроссу. Приёмный ребёнок Уиттморов. Долгое время встречался с Лидией Мартин, но затем бросил её, чтобы сблизиться с Эллисон и таким образом добраться до Скотта. Раскрыл тайну Скотта и потребовал, чтобы он нашёл средство сделать его оборотнем. Лучший друг Дэнни. Во 2-м сезоне становится Канимой — оборотнем-ящерицей. Убивает людей, но при этом сам ничего не помнит. Как выяснилось позже, его контролировал Мэтт. В конце 2-го сезона Дерек и воскресший Питер исцелили его, после чего он стал обычным омегой-оборотнем. Между событиями второго и третьего сезонов уехал жить в Лондон.
- Малия Тейт (Хейл) — оборотень, 8 лет провела в обличье койота. Когда была ребёнком, в полнолуние ехала в машине с мамой и младшей сестрой, обратилась в койота и убила их. В 14-й серии 3-го сезона Скотт заставил её принять человеческий облик, так как Малия застряла в теле койота. После этого её отвезли к отцу мистеру Тейту. Психически неуравновешенна. В 19-й серии 3-го сезона оказалось, что она дочь Питера Хейла. В списке смертников записана как Малия Хейл.
- Кира Юкимура  — новая ученица школы, её отец — новый учитель истории. Поначалу обычная неприметная девушка, но, как оказалось впоследствии, Кира — лиса-оборотень (кицунэ). Может управлять электрическим током, мастерски владеет катаной. Встречается со Скоттом. В конце 5-го сезона уезжает.
- Лиам Данбар — новичок в школе Бейкон Хиллс. Временами чрезвычайно вспыльчивый и гневливый, но, в целом, отзывчивый подросток. Стал оборотнем, когда его укусил за руку Скотт, чтобы спасти от падения с крыши.
- Шериф Ноа Стилински — шериф полиции, отец Стайлза Стилински. Жена умерла, когда Стайлз был совсем маленьким, и он очень по ней скучает. В первой части 3-го сезона Стайлз раскрывает ему всю правду о сверхъестественном в Бейкон Хиллс[4].
- Мелисса Макколл — мама Скотта Макколла, разведена, работает в городской больнице медсестрой. Бывает несколько эксцентричной. Даже после того, как она узнала о том, что её сын оборотень, не отвернулась от него, а стала помогать.
- Кристофер Арджент — отец Эллисон Арджент, охотник на оборотней. Строго придерживается правила «Мы охотимся на тех, кто охотится на нас». Хорошо относится к Скотту и помогает ему. После смерти Эллисон уезжает, но возвращается через некоторое время.

## Второстепенный состав
| Райан Келли        | Джордан Пэрриш     |    |    |    | 6  | 9  | 9  | 9  | 6  | 6  | 45  |
| Сет Гиллиам        | Алан Дитон         | 6  | 7  | 8  | 7  | 4  | 4  | 4  | 1  | 1  | 42  |
| Иэн Боэн           | Питер Хейл         | 6  | 7  | 8  | 5  | 9  |    |    | 3  | 4  | 42  |
| Орни Адамс         | Бобби Финсток      | 7  | 8  | 4  | 6  | 7  |    | 1  | 2  | 3  | 38  |
| Кайлин Рамбо       | Мэйсон Хьюит       |    |    |    |    | 6  | 8  | 8  | 7  | 9  | 38  |
| Дэниел Шарман      | Айзек Чарльз Лейхи |    | 10 | 11 | 10 |    |    |    |    |    | 31  |
| Коди Кристиан      | Тео Рейкен         |    |    |    |    |    | 10 | 8  | 5  | 6  | 29  |
| Майкл Джонстон     | Кори               |    |    |    |    |    | 5  | 10 | 6  | 7  | 28  |
| Киау Кауануи       | Дэнни Махилани     | 7  | 7  | 7  | 6  |    |    |    |    |    | 27  |
| Виктория Моролес   | Хейден Ромеро      |    |    |    |    |    | 8  | 9  | 7  |    | 24  |
| Сьюзан Уолтерс     | Натали Мартин      | 2  | 1  | 1  | 2  | 3  | 5  | 4  | 5  | 1  | 24  |
| Майкл Хоган        | Джерард Арджент    |    | 9  | 3  |    |    |    | 6  |    | 6  | 24  |
| Чарли Карвер       | Итан               |    |    | 10 | 9  |    |    |    |    | 3  | 22  |
| Макс Карвер        | Эйдан              |    |    | 9  | 10 |    | 1  |    |    |    | 20  |
| Джилл Вагнер       | Кейт Арджент       | 8  |    |    | 3  | 7  |    |    |    | 2  | 20  |
| Мэттью Дель Негро  | Рафаэль Макколл    |    |    | 2  | 10 | 4  |    |    |    | 3  | 19  |
| Том Т. Чои         | Кен Юкимура        |    |    |    | 8  | 4  | 5  | 2  |    |    | 19  |
| Мэган Тэнди        | Брейден            |    |    | 1  | 1  | 9  | 1  | 6  |    |    | 18  |
| Гидеон Эмери       | Девкалион          |    |    | 10 |    |    |    | 5  |    | 3  | 18  |
| Эдди Мэйс          | Виктория Арджент   | 5  | 9  | 3  |    |    |    |    |    |    | 17  |
| Тэмлин Томита      | Ношико Юкимура     |    |    |    | 7  | 3  | 3  | 2  | 1  |    | 16  |
| Беннита Робледо    | Валери Кларк       |    |    |    |    |    | 9  | 4  | 1  |    | 14  |
| Синква Уоллс       | Вернон Бойд        |    | 7  | 7  |    |    |    |    |    |    | 14  |
| Келси Чоу          | Трейси Стюарт      |    |    |    |    |    | 5  | 8  |    |    | 13  |
| Аделаида Кейн      | Кора Хейл          |    |    | 12 |    |    |    |    |    |    | 12  |
| Бьянка Лоусон      | Марин Моррелл      |    | 5  | 6  | 1  |    |    |    |    |    | 12  |
| Коди Сейнтнью      | Бретт Тэлбот       |    |    |    |    | 4  | 3  | 1  |    | 3  | 11  |
| Хэйли Уэбб         | Дженнифер Блэйк    |    |    | 10 |    |    |    |    |    | 1  | 11  |
| Гейдж Голайтли     | Эрика Рейес        |    | 8  | 2  |    |    |    |    |    |    | 10  |
| Феллиша Терелл     | Кали               |    |    | 10 |    |    |    |    |    |    | 10  |
| Адам Фристоу       | Эдриан Харрис      | 5  | 4  | 1  |    |    |    |    |    |    | 10  |
| Майя Эшет          | Мередит Уолкер     |    |    |    | 2  | 4  |    | 4  |    |    | 10  |
| Генри Зага         | Джош Диаз          |    |    |    |    |    | 3  | 6  |    |    | 9   |
| Мишель Клуни       | Миссис Финч        |    |    |    |    |    | 5  | 1  | 2  | 2  | 9   |
| Стивен Лансфорд    | Мэтт Дэлер         |    | 9  |    |    |    |    |    |    |    | 9   |
| Сибонгиле Мламбо   | Тамора Монро       |    |    |    |    |    |    |    |    | 9  | 9   |
| Джоуи Хонза        | Клаудия Стилински  |    |    |    |    |    | 1  |    | 8  |    | 9   |
| Фрой Гутьеррес     | Нолан              |    |    |    |    |    |    |    |    | 8  | 8   |
| Стивен Брэнд       | Габриель Валак     |    |    |    |    | 2  | 2  | 3  |    |    | 7   |
| Эндрю Матараззо    | Гейб               |    |    |    |    |    |    |    |    | 7  | 7   |
| Пит Пложек         | Гарретт Дуглас     |    |    |    |    |    |    |    | 7  |    | 7   |
| Мэнди Левин        | Кросс              |    |    |    |    |    | 1  | 5  |    |    | 6   |
| Джон Пози          | Конрад Фенрис      | 1  |    |    |    | 1  | 1  | 1  |    | 2  | 6   |
| Аарон Хендри       | Ногицунэ           |    |    |    | 5  |    |    |    |    | 1  | 6   |
| Клейтон Фронинг    | Шрайдер            |    |    |    |    |    | 2  | 3  |    | 1  | 6   |
| Ивонн Колл         | Арая Калаверас     |    |    |    | 2  | 3  |    |    |    |    | 5   |
| Иво Нанди          | Северо Калаверас   |    |    |    | 2  | 3  |    |    |    |    | 5   |
| Марисоль Николс    | Коррин             |    |    |    |    |    | 1  | 4  |    |    | 5   |
| Тодд Уильямс       | Гейер              |    |    |    |    | 2  | 1  | 1  |    | 1  | 5   |
| Брайан Патрик Уэйд | Эннис              |    |    | 5  |    |    |    |    |    |    | 5   |
| Рензи Фелиз        | Аарон              |    |    |    |    |    |    |    |    | 5  | 5   |
| Лили Блю Эндрю     | Лори Талбот        |    |    |    |    | 1  | 1  | 1  |    | 2  | 5   |
| Мейсон Дай         | Гарретт            |    |    |    |    | 4  |    |    |    |    | 4   |
| Аштон Моио         | Донован Донати     |    |    |    |    |    | 4  |    |    |    | 4   |
| Аарон Хендри       | Брунски            |    |    |    | 2  | 2  |    |    |    |    | 4   |
| Росс Батлер        | Нэйтан             |    |    |    |    |    |    |    | 3  |    | 3   |
| Алиша Бо           | Гвен               |    |    |    |    |    |    |    | 3  |    | 3   |
| Джозеф Гатт        | Немой              |    |    |    |    | 3  |    |    |    |    | 3   |
| Кейси Дейдрик      | Халвин             |    |    |    |    |    |    |    |    | 3  | 3   |
| Саманта Логан      | Вайлет             |    |    |    |    | 3  |    |    |    |    | 3   |
| Люси Локен         | Куинн              |    |    |    |    |    |    |    |    | 3  | 3   |
| Лили Мариай        | Сатоми Ито         |    |    |    | 1  | 2  |    |    |    |    | 3   |
| Жилль Марини       | Себастьян Вале     |    |    |    |    |    |    | 3  |    |    | 3   |
| Тодд Сташвик       | Генри Тейт         |    |    |    | 2  |    | 1  |    |    |    | 3   |
| Джон Уэсли Шипп    | Мистер Лейхи       |    | 3  |    |    |    |    |    |    |    | 3   |
| Всего эпизодов     | Всего эпизодов     | 12 | 12 | 12 | 12 | 12 | 10 | 10 | 10 | 10 | 100 |

- Джордан Пэрриш — помощник шерифа полиции. Также является сверхъестественным существом — цербер. Имеет иммунитет к огню. Симпатизирует Лидии Мартин. В конце 5 сезона побеждает Жеводанского зверя.
- Алан Дитон — ветеринар в клинике для животных, где работает Скотт Макколл. 90 % времени лечит кошек и собак, а оставшиеся 10 % — оборотней. Хорошо относится к Скотту и помогает ему и его друзьям в сложных ситуациях. Являлся советником Талии Хейл, пока та не погибла в пожаре.
- Питер Хейл — оборотень от рождения, который стал Альфой, убив Лору Хейл, свою племянницу и сестру Дерека Хейла. Отец Малии Тейт. Главный антагонист первого сезона. 6 лет пробыл в коме, после того как сильно пострадал в пожаре, устроенном Кейт Арджент. Убивал всех, кто был причастен к истреблению его семьи. Обратил Скотта Макколла в оборотня, после того как убил Лору. Убил Кейт Арджент на глазах у Эллисон. Побежден Скоттом, Дереком, Стайлзом и Эллисон, но последний удар нанесен Дереком, что сделало его новым Альфой. Во втором сезоне воскрешён Лидией, при этом из Альфы стал Омегой. В 4 сезоне объединился с Кейт, чтобы победить Скотта. В последней серии 4 сезона он пытался убить Скотта и забрать силу Альфы. Позже был отправлен в Дом Айкен.  Во время событий 5 сезона сбегает из дома Айкен и становится жертвой дикой охоты.  Позже помогает в борьбе с Джерардом и его охотниками[5].
- Бобби Финсток — эксцентричный тренер школьной команды по лакроссу. Может быть нетерпеливым и поощряет вспышки ярости у игроков во время игры.
- Мэйсон Хьюит — ученик школы, гей, лучший друг Лиама. В конце 5 сезона оказалось, что в него вселился Жеводанский зверь. Был спасён.
- Айзек Чарльз Лейхи — ученик школы, первый бета Дерека. Участник школьной команды по лакроссу. Подвергался домашнему насилию со стороны отца. Очень уважал и доверял Скотту, не раз помогал в их со Стайлзом «расследованиях». Во второй части третьего сезона встречался с Эллисон, после её смерти уехал с Крисом Арджентом во Францию, где и остался жить.
- Тео Рейкен — Стал оборотнем в результате эксперимента ужасных докторов. Учился со Скоттом и Стайлзом в начальной школе, но после уехал. В 5 сезоне переводится в выпускной класс школы Бейкон Хиллс. В конце первой части 5 сезона оказывается, что Тео — первый удавшийся эксперимент Ужасных Докторов. Обладает способностью полностью превращаться в волка. Тео является полу-оборотнем, полу-койотом. В конце первой половины 5 сезона собирает стаю, воскрешая других неудачных экспериментов. Ради достижения свой цели, стать альфой, готов пойти на предательство и на убийство кого угодно. В 6 сезоне воскрешен Лиамом для борьбы с Призрачными Всадниками. Позже помогает в борьбе с Джерардом, Монро и Анук-Ите.
- Кори — школьник, гей. Стал экспериментом Ужасных Докторов. Вошел в стаю Тео. Может становиться невидимым. Во второй половине 5 сезона стал встречаться с Мэйсоном.
- Дэнни Махилани — игрок в лакросс в школьной команде, гей, лучший друг Джексона Уиттмора. В 3-м сезоне встречается с Итаном[6].
- Хейден Ромеро — школьница, оборотень-химера. Из-за выходки Лиама в 6 классе была на него обижена. Перевелась в Среднюю Школу Бейкон-Хиллс. Начиная с 8 серии стала встречаться с Лиамом. Состоит в стае Тео. В конце 5 сезона Скотт обращает её в обычного оборотня. В 6 сезоне встречается с Лиамом, но позже уезжает вместе с сестрой.
- Натали Мартин — мать Лидии. Школьный учитель и психолог, с 6 сезона директор школы.
- Джерард Арджент — дедушка Эллисон, главный антагонист второго сезона. Прибыл в город, чтобы отомстить за Кейт, и организовал массовую охоту на оборотней, отменив кодекс охотников. Промыл мозги Эллисон столь же сильно, как это делала Кейт. В финале второго сезона выясняется, что на самом деле он умирает от рака, и его истинной целью было получить укус оборотня, чтобы исцелиться. Крайне беспринципный и эгоистичный человек, готов убить любого, чтобы выжить, даже собственных детей. Скотт обманывает его, подсунув фальшивые таблетки с рябиновым порошком внутри (он даёт иммунитет к укусу оборотня), и Джерард не исцеляется. Остается жить в доме Арджентов, прикованный к инвалидному креслу. Постоянно испытывает боли в связи с болезнью. В 5 сезоне исцеляется и помогает в борьбе с Жеводанским зверем. В 6 сезоне собирает новую команду охотников и объединяется с Анук-Ите чтобы навсегда покончить со сверхъестественным в Бейкон Хиллз. Убит Кейт в финале сериала.
- Итан и Эйдан — братья-близнецы, члены стаи альф. Могут превращаться в одного большого волка. Итан — гей, влюблённый в Дэнни. Эйдан симпатизирует Лидии. Эйдан умирает в конце третьего сезона от клинка Они. В 6 сезоне Итан встречается с Джексоном и вместе с ним был пойман Монро.
- Кейт Арджент — охотница на оборотней, тетя Элиссон. Подожгла дом Дерека, где погибло большинство его родственников. Считалось, что она была убита Питером Хейлом из-за мести в финальной серии первого сезона. Но она неожиданно появляется в качестве оборотня-ягуара в конце третьего сезона и является одним из антагонистов четвёртого сезона. В 6 сезоне работала на отца и добыла для него волчий аконит чтобы убить Скотта. Но в итоге Джерард использует аконит и против неё, за что Кейт его убила.
- Рафаэль МакКолл — Отец Скотта, бывший муж Мелиссы. Будучи агентом ФБР, приехал в город сместить с должности Шерифа Стилински и, попутно занимаясь нераскрытыми делами, ввязывается в противостояние Ногицунэ.
- Кен Юкимура — отец Киры. Учитель истории.
- Брейден — спасла Айзека от стаи Альф и продолжала помогать дальше. Когда её настиг Девкалион со своей свитой, была убита именно им. Оказалась жива. Вновь появляется в третьем сезоне, спасая Дерека и Питера из рук Араи Калаверас. После того как Дерек потерял свою силу оборотня, Брейден начала его учить защиты с помощью оружия. Построила отношения с Дереком на потребности организма в половой жизни. В конце 4 сезона, она вместе с Дереком Хейлом и Кристофером Арджент отправились на поиски Кейт Арджент. В 5 сезоне вернулась, чтобы поймать пустынную волчицу. Рассталась с Дереком после поимки волчицы.
- Девкалион — глава стаи альф. Потерял зрение из-за Джерарда Аржента. Довольно устрашающий, несмотря на то, что выглядит уязвимым из-за слепоты. В конце первой половины 3-го сезона к нему возвращается зрение. В 5 сезоне притворяется, что помогает Тео, но на самом деле был в сговоре со Скоттом. В 6 сезоне учил Скотта сражаться вслепую. Был убит Монро и её охотниками.
- Виктория Арджент— жена Криса Арджента и мать Эллисон. Во втором сезоне попыталась убить Скотта, но вмешавшийся Дерек укусил её. Следуя устоям семьи и Кодексу, совершила самоубийство.
- Ношико Юкимура— мама Киры, так же является кицунэ (лиса-оборотень). По её словам, ей не менее 900 лет. Является хозяином демонов Они. В 1943 году пробудила дух Ногицунэ, с которым борется до сих пор.
- Вернон Бойд — ученик школы и застенчивый одиночка в ней, ставший третьим укушенным Дереком для пополнения его стаи. Убит в 3 сезоне 7 серии[7].
- Валери Кларк — помощник шерифа полиции. Сестра Хейден.
- Трейси Стюарт — школьница, ей снятся кошмары. Она стала одержима этими кошмарами, когда ей в шею ввели препарат. Стала экспериментом Ужасных Докторов. Стала канимой. Состоит в стае Тео. Убита Тео.
- Марин Моррелл— школьный психолог и учительница французского языка в школе Бейкон Хиллс. Младшая сестра Алана Дитона. Друид.
- Бретт Талбот — бета-оборотень стаи Сатоми, бисексуал. Игрок в лакросс. Был убит Джерардом в 13 серии 6 сезона.
- Дженнифер Блэйк — учительница английского языка в школе Бейкон Хиллс. В 9 серии 3 сезона открывается её истинное лицо: она — Дарак. Дарак — это друид, вставший на темный путь. Совершала жертвоприношения, чтобы увеличить свою мощь и убить Девкалиона. Благодаря своей силе приворожила Дерека Хейла. Была ранена Девкалионом и добита Питером Хейлом в конце первой части 3-го сезона.
- Эрика Рейес — ученица школы и была изгоем в ней. Обращена Дереком вслед за инициацией Айзека. До укуса страдала эпилепсией и была влюблена в Стайлза Стилински. Была в плену вместе с Бойдом у стаи альф, в 3 сезоне Эллисон нашла тело Эрики. Была убита Кали.
- Кора Хейл — оборотень, младшая сестра Дерека Хейла, который считал, что она погибла в пожаре шестилетней давности. Была поймана стаей альф, но была спасена. Уехала в Южную Америку в конце первой половины третьего сезона.
- Кали — единственная девушка из стаи альф. Правая рука Девкалиона. Не носит обуви, так как когти на ногах использует в качестве орудия убийства. Была убита Джениффер Блэйк.
- Эдриан Харрис — учитель химии, который постоянно донимает Скотта и Стайлза. Рассказал шерифу, кто стоял за поджогом дома Хейлов. Был принесен в жертву для ритуала Джениффер.
- Джош Диаз — школьник. Состоит в стае Тео. Может управлять электричеством. Убит Тео.
- Миссис Финч — учитель биологии. В 6 сезоне выясняется что она оборотень, альфа.
- Мэтт Дэллер — ученик школы, фотограф, обуреваемый жаждой мести своим обидчикам. Ему нравится Эллисон Арджент. Был хозяином Канимы (Джексона), пока Джерард Арджент не убил его.
- Тамора Монро — новый школьный психолог, по совместительству — новый безжалостный охотник. Присоединилась к Джерарду в борьбе против сверхъестественного.
- Клаудия Стилински — мать Стайлза, жена шерифа. Умерла от лобно-височной деменции. Появляется в 6 сезоне, после того, как Стайлза забрали Призрачные Всадники.
- Нолан — одноклассник Лиама, Мейсона и Кори; играет в лакросс. Присоединился к Джерарду и Монро в борьбе против сверхъестественного. Позже переходит на сторону оборотней.
- Мередит Уолкер — банши, помогла Лидии найти второй ключ к списку смертников, психически неуравновешенна, лечится в Доме Эха, повесилась. В 4 сезоне 9 серии оказалось, что она не мертва и является Благодетелем. В 5 сезоне учит Лидию использовать крик, как оружие.
- Габриель Валак — заключенный Дома Айкен. Имеет третий глаз внутри черепа, который дополняет свои силы ясновидения, телепатии. В 5 сезоне захватил власть в доме Айкен и пытал Лидию, чтобы узнать кто является Жеводанским зверем. Погиб от крика Банши.
- Гейб — друг Нолана; играет в лакросс. Присоединился к Джерарду и Монро в борьбе против сверхъестественного. Убит случайно одним из охотников в финале сериала.
- Гарретт Дуглас — учитель физики; волколев (наполовину волк, наполовину лев), на котором ставили опыты Ужасные Доктора. Был побежден.
- Кросс — медсестра в доме Айкен.
- Конрад Фенрис — главврач дома Айкен.
- Ногицунэ — 1000-летний дух. Он обманщик, который питается от боли, трагедии и хаоса. Вселился в тело Стайлза.
- Шрайдер — медбрат Дома Айкен. Позже присоединился к охотникам. (Сезон 5-6)
- Арая Калаверас — предводитель семьи охотников из Мексики — Калаверас. Охотится на Кейт Арджент. Отличается трепетным отношением к кодексу охотников и острым чувством долга.
- Северо Калаверас — Правая рука Араи Калаверас.
- Коррин — пустынная волчица. Мать Малии. Хочет убить свою дочь, т.к. та забрала её силу. Но в конце пятого сезона Малия забирает её силу.
- Гейер — доктор, отец Лиама.
- Эннис — один из первых членов стаи альф. В битве с Дереком был серьезно ранен и вылечен Аланом Дитоном, но убит Девкалионом, будучи беззащитным.
- Аарон — одноклассник Лиама, Мейсона и Кори; играет в лакросс. Присоединился к Джерарду и Монро в борьбе против сверхъестественного. Является одной из двух частей Анук-Ите.
- Лори Талбот — оборотень стаи Сатоми. Сестра Бретта. Была убита Джерардом в 13 серии 6 сезона. (4-6 сезон)
- Гарретт и Вайлет — новички школы Бейкон-Хиллс. Убивают сверхъестественных существ для Благодетеля.
- Донован Донати — мелкий преступник. Стал экспериментом Ужасных Докторов. Погиб во время нападения на Стайлза в школе.
- Брунски — главный санитар в доме Айкен. Школьный враг тренера Финстока. В 4 сезоне был под контролем Благодетеля (Мередит). Был застрелен Пэрришем.
- Нэйтан — студент школы Бейкон Хиллз, а также игрок в команде лакросса. Некоторое время встречался с Малией. Был стерт Призрачными всадниками.
- Гвен — студентка школы Бейкон Хиллз, а также игрок в команде лакросса. Пыталась найти свою сестру которая была стерта Призрачными всадниками, в результате чего была также стерта.
- Немой — безымянный. Не имеет рта, за что и получил такую кличку. Был убит Питером Хейлом.
- Халвин — цербер, целью которого является уничтожить Анук-Ите.
- Куинн — оборотень, дочь миссис Финч. Является одной из двух частей Анук-Ите.
- Сатоми Ито — альфа-оборотеть. Одна из самых старых оборотней. Очень мудрый лидер. (Сезоны 3-4)
- Себастьян Вале — Жеводанский зверь. Брат Мари-Жанн. Был убит сестрой. В 5 сезоне захватил тело Мэйсона. Побежден Цербером.
- Генри Тейт — приемный отец Малии.
- Мистер Лейхи — отец Айзека. Издевается над сыном, часто сажает в морозильную камеру под замок. Убит Канимой. (Сезон 2)

## Прочие персонажи
- Роберт Пралго — Джексон Уиттмор, отец Джексона. (Сезон 1-2)
- Джефф Роуз — Мистер Мартин, отец  Лидии. (Сезон 1-2)
- Майкл Фьордбек — Молодой Питер Хейл. (Сезон 2-4)
- Миеко Хиллман — Тара Грэм: Помощница шерифа. Была принесена в жертву для ритуала. (Сезон 3)
- . (Сезон 3-4)
- Мэдисон Маклафлин — Пэйдж: Первая любовь Дерека. Укушена Эннисом, но не перенеся укуса, была убита Дереком. (Сезон 3)
- Алисия Коппола — Талия Хейл: Мать Дерека и Коры, сестра Питера. (Сезон 3)
- Даг Джонс — Уильям Барроу: Бывший инженер-электрик, который работал на подстанции. Осужденный массовый убийца. Находился под контролем Ногицуне. (Сезон 3)
- Кэри-Хироюки Тагава — Каташи: Член Якудзы. (Сезон 3)
- Джино Седжерс — Кинкэйд: Правая рука Каташи. (Сезон 3)
- Гленн МакКуен — Шон Уолкотт: Вендиго, на которого охотился Немой. Немой убивает его семью и его самого. (Сезон 4)
- Стефани Блэр— Лоррейн Мартин, банши, бабушка Лидии .(Сезон 4)
- Джеймс Урбаняк — Саймон: Биохимик и убийца, нанятый Благодетелем. Отравил учеников во время экзамена по математике. Был застрелен Рафаэлем МакКоллом.(Сезон 4)
- Клэр Брайетт Эндрю — Синди, ученица школы Бейкон Хилз. (4-6 серия)
- Марти Матулис / Дуглас Тайт / Кэйтлин Дешель — Врачеватели страха, учёные, которые проводят эксперименты на сверхъестественных существах в Бейкон-Хиллс. Создают химер. (Сезон 5-6)
- Габриел Хоган — Беласко: Химера. Появляется в 1 серии 5 сезона. Был убит Ужасными Докторами. (Сезон 5)
- Сальватор Ксереб — Мистер Стюарт: Отец Трейси, адвокат. Убит дочерью. (Сезон 5)
- Эдди Рамос — Лукас: Химера, гей. Бывший парень Кори. (Сезон 5)
- Бен Стиллвелл — Зак: Один из химер. (Сезон 5)
- Лекси Эйнсуорт  — Бет: Ученица школы Бейкон-Хиллс. Одна из химер. (Сезон 5)
- Джордан Фишер — Ноа: Один из химер. Ранил шерифа Стилински. (Сезон 5)
- Тиффани Филлипс / Эмили Алаби / Тонанцин Кармело[англ.] — Перевертыши: Мощные магические оборотни: они говорят в унисон и способны работать под твердой землей. Помогают Кире взять контроль над лисицей. (Сезон 5)
- Аарон Торнтон — Страусс, Помощник шерифа. (Сезон 5)
- Кристал Рид — Мари-Джен Валет: Первая охотница, известная как Жеводанская дева. Убила Жеводанского зверя, которым являлся её брат. Предок Эллисон Арджент. Похожа с ней как две капли воды. (Сезон 5)
- Лаклан Бьюкенен — Анри Арджент: Помог Мари-Джен победить Жеводанского зверя. После женился на ней. (Сезон 5)
- Марти Матулис / Александер Уорд / Нивек Огр — Призрачные Всадники, всадники Дикой охоты, стирающие людей из истории.
- Патрик Горман — Элиас Стилински, отец Ноа и дедушка Стайлза Стилински. Живет в доме престарелых. (Сезон 6)
- Райан Малгарини — Трент, парень стертый Призрачными всадниками. Пытался выбраться через портал запрыгнув к всаднику на лошадь, но портал не пропустил его а уничтожил. (Сезон 6)
- Макнолли Сагал — Ленор, банши которая переживает нападение Призрачных всадников в своем родном городе Ханаан. (Сезон 6)
- Мейсон Макнулти — Калеб, сын Ленор. (Сезон 6)
- Брэндон Су Ху и Эллери Спрейберри — Джиян и Тирни, оборотни стаи Сатоми, убитые охотниками. (Сезон 6)